# Дом Языковых
Дом Языковых — историческое здание в Ульяновске. Построен на рубеже XVIII—XIX вв. С 1960 года — объект культурного наследия федерального значения. Расположен на Спасской улице, дом 22. В доме размещается Литературный музей «Дом Языковых», филиал Ульяновского областного краеведческого музея.

## История
Дворянский особняк городского типа, один из первых домов кирпичной застройки Симбирска конца XVIII — начала XIX века, выстроенный в стиле классицизма. На протяжении почти всего XIX столетия он принадлежал старинному дворянскому роду Языковых.
В сентябре 1833 года дом Языковых, надеясь навестить друга, «родню по вдохновенью» поэта Николая Языкова, посетил А. С. Пушкин. Но погостить в симбирском доме Языковых Александру Сергеевичу не удалось: хозяева ещё находились в загородном поместье Языково.
В 1840 году дом Языковых подвергся перестройке.
В 1853 году владельцем дома стал сын П. М. Языкова — отставной артиллерии подпоручик Василий Петрович Языков, а затем его жена — Прасковья Ивановна (ур. Гагарина). Она начала брать деньги под залог дома, а в 1868 году сдала особняк в аренду под «языковские нумера».
В августе 1864 года во время Симбирского пожара городская усадьба Языковых сгорела. В 1865 году дом был восстановлен в прежнем виде с небольшими изменениями во внутренней планировке.
В 1874—1878 годах в доме размещался пансион Симбирской военной гимназии. На первом этаже находилась квартира начальника корпуса Ф. К. Альбедиля, на втором размещались спальни и комнаты для занятий кадетов-пансионеров.
В 1886 году дом перешёл во владение Симбирского городского общественного банка, но спустя некоторое время опять возвратился в распоряжение Языковых. Его купил младший брат В. П. Языкова — Александр Петрович Языков (1831—1896). Проживая в собственном доме на ул. Покровской (ныне ул. Льва Толстого), А. П. Языков сдавал особняк в аренду под «нумера» мещанину Василию Гавриловичу Карташеву (Карташову). С 1891 года именно он стал полновластным хозяином дома, а «языковские нумера» были переименованы горожанами в «карташёвские».
С 1906 года до 1918-го хозяйкой дома являлась супруга В. Г. Карташёва — Елизавета Михеевна.
К 1916 году дом Языковых сильно обветшал, требовал ремонта, о чём появилась статья в общероссийском издании «Русский библиофил», № 7.
В 1918—1922 годах дом Языковых занимала судебно-следственная комиссия при Симбирском революционном трибунале. После её упразднения здание перешло в ведение Губоно. В течение нескольких лет в нём размещались татарская школа и община евангельских христиан-баптистов, насчитывающая около 90 человек, возглавляемая пресвитером (с 1925 года), впоследствии одним из руководителей Всемирного союза евангельских христиан, издателем и редактором журнала «Евангельская вера» Александром Мартовичем Сарапиком (1881—1942), проживавшим в Симбирске-Ульяновске в 1918—1930 годах.
В 1926 году губернские власти приняли решение отремонтировать здание, была составлена смета на ремонт. В 1928 году ремонт был завершён.
С 1930-го по 1941 год помещение было отдано школе-интернату для глухонемых детей. С 1942 года в доме располагался детский дом № 10, в котором размещались эвакуированные дети из блокадного Ленинграда.
К 100-летию со дня смерти А. С. Пушкина 13 февраля 1937 года на здании была установлена памятная доска с текстом: «В этом доме проездом из Петербурга в Оренбург 13 сентября 1833 года останавливался великий народный поэт А. С. Пушкин». В сентябре 1969 года она была заменена мраморной доской, на которую со старой доски был перенесён барельеф А. С. Пушкина.
С середины 1950-х по 1970 год в здании находилось управление капитального строительства Ульяновского городского Совета депутатов трудящихся. В конце 1960-х сюда переехало управление культуры Ульяновской области и находилось в нём до 1986 года.
С 1968 по 1970 год в связи со строительством Ленинской мемориальной зоны были утрачены все хозяйственные строения бывшей усадьбы Языковых. В 1990 году снесены кирпичные столбы с кованой металлической оградой, калиткой и воротами.
5 июня 1999 года состоялось открытие литературного музея «Дом Языковых», было приурочено к 200-летию со дня рождения великого русского поэта А. С. Пушкина. Основная экспозиция музея «Пушкин и симбиряне» разместилась в треёх парадных залах второго этажа языковского особняка. Она повествует об известных симбирянах, связанных с Пушкиным, о симбирских друзьях поэта и охватывает временной период с последней трети XVIII века до середины XIX века.
В 2005 году около дома был установлен Памятник-бюст А. С. Пушкину, который подарил Ульяновску скульптор Зураб Церетели.
В сентябре 2024 года в сквере возле дома Языковых установили статуэтку Колобка-поэта.

### Охранный статус
Постановлением Совета Министров РСФСР от 30.08.1960 г. № 1327 «О дальнейшем улучшении дела охраны памятников культуры в РСФСР», Дом Н. М. Языкова, в котором в 1833 году проездом из Петербурга в Оренбург останавливался А. С. Пушкин, получил статус объект культурного наследия города Ульяновска федерального значения.

## Архитектура
Дом Языковых, памятник истории и архитектуры XIX в. расположенный на Спасской улице, 22. Небольшой двухэтажный кирпичный особняк, выстроен в стиле классицизма в конце XVIII — начала XIX века. В 1840 году дом Языковых подвергся перестройке: в доме сделали пристрой для парадной лестницы и подъезд под арками. На 1863 год дом Языковых был двухэтажным с двумя пристроями, сделанные архитектором Гросманом. «Дом крыт железом, с антресолями и подвалом, построен длиною по улице на 10 саж. 1 аршин (22 м), ширины на 7 саж. (около 15 м): оштукатурен с улицы, а со двора подбелен, крыт листовым железом с восемью жестяными спускными трубами. На верхнем этаже — балкон с железными решётками. При входе с улицы в нижний этаж пристроены сени, крыты железом, снаружи и внутри оштукатурены известкой». На нижнем этаже дома находилось семь комнат, на втором — девять, на антресолях — три. Этажи соединялись деревянными лестницами. Помимо господского дома, на территории усадьбы находились два деревянных флигеля (один между домом и Городской управой (бывшее Здание бывшей гимназии, в которой учился Ленин, ныне музыкальное училище УлГУ), там, где сейчас стоит трансформаторная будка, второй — поперёк двора) — в них размещались кухня, людские, два погреба с сусеками и кладовой, конюшня с восемью стойлами и сенником сверху, каретник, колодец с колесом с крышей на четырёх столбах, фруктовый сад («к левой стороне дома палисадник с разными плодовитыми деревьями»). На территорию усадьбы со Спасской улицы вели железные решётчатые ворота на каменных столбах. Усадьба была окружена железной оградой тоже на каменных столбах. Размеры усадьбы составляли: по улице Спасской — около 55,5 м, вглубь квартала — около 66 м.

## Галерея
- Литературный музей «Дом Языковых».
- Мемориальная доска на Литературном музее.
- Мемориальная табличка на доме Языковых.
- Бюст Пушкина, после реставрации в 2024 г.
- Мемориальная доска на здании Литературного музея.
- ХМК РФ, 2003. Ульяновск. Дом-музей поэта Н. М. Языкова.